# Кејнан (певач)
Кејнан Абди Варсаме (сом. Keynaan Cabdi Warsame, енгл. Keinan Abdi Warsame), познатији под уметничким именом Кејнан (K'naan, IPA: ; Могадиш, 1. фебруар 1978) сомалско-канадски је песник, репер, певач, текстописац и инструменталиста. Прославио се након успеха Кока-колиног промотивног сингла Wavin' Flag снимљеног за СП у фудбалу 2010. Поред утицаја хип-хопа, Кејнанова музика има елементе етио џеза, етно и сомалске музике. Такође се бави хуманитарним радом.

## Дискографија

### Студијски албуми
- (2004)
- (2005)
- (2009)
- (2012)

### Уживо албуми
- (2007)